# Perama hirsuta
Perama hirsuta är en måreväxtart som beskrevs av Jean Baptiste Christophe Fusée Aublet. Perama hirsuta ingår i släktet Perama och familjen måreväxter. Inga underarter finns listade i Catalogue of Life.